# 티모 소이니
티모 유하니 소이니(핀란드어: Timo Juhani Soini, 1962년 3월 30일 라우마 ~ )은 핀란드의 정치인으로 보수주의, 유럽회의주의 정당인 개혁당(핀란드어: Sininen tulevaisuus, 스웨덴어: Blå framtiden)의 당원이다.
1988년 헬싱키 대학교 정치학과 석사 학위를 취득했다. 2015년부터 핀란드 외무부 장관을 역임하고 있다.

## 역대 선거 결과
| 선거명      | 직책명          | 대수 | 정당   | 득표율 | 득표수    | 결과 | 당락 |
| ----------- | --------------- | ---- | ------ | ------ | --------- | ---- | ---- |
| 2006년 선거 | 핀란드의 대통령 | 11대 | 핀인당 | 3.43%  | 103,492표 | 5위  | 낙선 |
| 2012년 선거 | 핀란드의 대통령 | 12대 | 핀인당 | 9.40%  | 287,571표 | 4위  | 낙선 |